# 사무엘 리누
사무에우 지아스 리누 (Samuel Dias Lino, 1999년 12월 23일 ~ )는 브라질의 축구 선수이며, 현재 플라멩구에서 윙어 또는 윙백으로 뛰고 있다.